# Mariusz Parlicki
Mariusz Parlicki (ur. 31 stycznia 1974 w Radomiu) – polski poeta, prozaik, satyryk, krytyk literacki oraz eseista. Doktor nauk humanistycznych, nauczyciel akademicki, w latach 2007–2014 adiunkt, kierownik Zakładu Zdrowia Rodziny na Wydziale Psychologii i Nauk Humanistycznych Krakowskiej Akademii im. Andrzeja Frycza Modrzewskiego.

## Życiorys

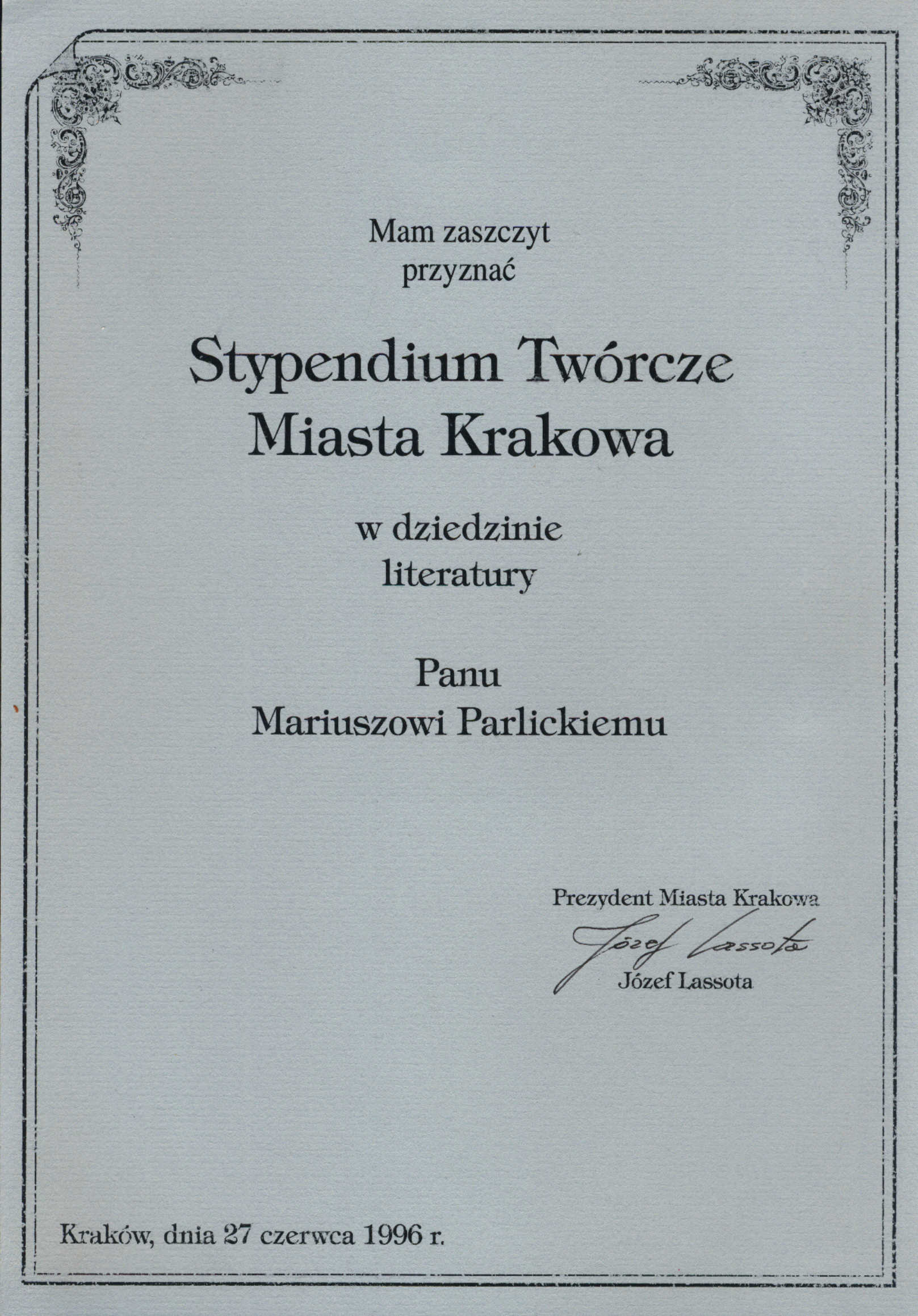
Dyplom dokumentujący przyznane przez Prezydenta Krakowa Stypendium Twórczego Miasta Krakowa w dziedzinie literatury Mariuszowi Parlickiemu – Kraków 1996

W latach 1991–1993 był redaktorem naczelnym radomskiego kwartalnika społeczno-kulturalnego „Na luzie”, a w latach 1992–1993 współpracownikiem „Dziennika Radomskiego”. W 1996 roku otrzymał roczne Stypendium Twórcze Miasta Krakowa w dziedzinie literatury. W latach 1994–2005 był członkiem Związku Literatów Polskich.
W latach 1989–1993 Mariusz Parlicki uczęszczał do klasy o profilu humanistycznym III Liceum Ogólnokształcącego im. płk. Dionizego Czachowskiego w Radomiu.
Po zdaniu z wyróżnieniem matury, rozpoczął w 1993 roku studia magisterskie na Uniwersytecie Jagiellońskim. Jest absolwentem Filologii Polskiej – Teatrologii Uniwersytetu Jagiellońskiego z 1999 roku.
W 2005 roku otrzymał stopień naukowy doktora nauk humanistycznych w zakresie nauk o zarządzaniu, broniąc na Wydziale Zarządzania i Komunikacji Społecznej Uniwersytetu Jagiellońskiego rozprawę doktorską Analiza i ocena warsztatów terapii zajęciowej w aspekcie rozwiązań strukturalnych i sposobów finansowania (na przykładzie Małopolski).
Wykładał w Instytucie Spraw Publicznych Uniwersytetu Jagiellońskiego, na Wydziale Rehabilitacji Ruchowej Akademii Wychowania Fizycznego im. Bronisława Czecha w Krakowie i na Wydziale Humanistycznym Wyższej Szkoły Umiejętności im. Stanisława Staszica w Kielcach.

### Kariera literacka
Jego debiut literacki miał miejsce w „Gazecie Radomskiej” w 1990 roku. Kolejne utwory poetyckie publikowane były m.in. w „Krzywym Kole Literatury”, „Magdalence Literackiej”, „Prowincjach Literackich”, „Społeczeństwie Otwartym”, „Nowym Wieku”, „Poezji”, „Newsweek Polska”, „Dedalu”, „Parnasiku”, „Zeszytach Poetyckich”, "e-Tygodniku Literacko-Artystycznym Pisarze.pl".
Mariusz Parlicki jest autorem książek: Kasyno życia (1993), Hamlet współczesny (1996), Kij w mrowisko (1997), Podszepty chwili : Haiku (1997), Rozkosze giętkiego języka : Limeryki, lepieje, altruitki i odwódki (2015), Osądy ostateczne i niecierpiące zwłoki : Satyry, bajki, moskaliki, fraszki, epitafia (2016), Wesołe epitafia i inne śmiertelnie niepoważne wiersze (2017), Absztyfikant Gryzeldy z Brunszwiku : Limeryki (2017), Muza beztroska : Satyry, humoreski, fraszki i onamudaje (2018), Kizi-mizi w Pizie : 366 limeryków (2018). Jego publikacje ukazały się w szeregu almanachów i antologii: Rekolekcje Wielkopostne, Wiatr w szuwarach, XXII, XXIII, XXIV, XXV, XXVIII Krakowska Noc Poetów, Poeci Krakowa – Skawinie, Stypendyści Miasta Krakowa. Antologia poezji i prozy 1994–2002, Proza, proza, proza, Peron literacki antologia, Antologia Poetów Polskich 2017.
W 2004 roku Mariusz Parlicki nawiązał współpracę z Radiem Kraków Małopolska, dla którego przygotowywał wiersze satyryczne w ramach cyklu Satyra tygodnia Mariusza Parlickiego.
Jego wiersze tłumaczone były na język angielski, niemiecki, rosyjski i ukraiński.
W 2007 r. Mariusz Parlicki wraz z Bronisławem Majem, Grzegorzem Turnauem i Michałem Rusinkiem był jurorem konkursu na limeryk o Krakowie z okazji 750 rocznicy lokacji Miasta Krakowa, współautorem wyboru limeryków do książki „Smocze jajo”, jednym z autorów limeryków zamieszczonych w pozakonkursowej części tej publikacji „Jajo z górnej półki”.
Mariusz Parlicki jest współautorem tekstów do rewii z udziałem znanych polityków i dziennikarzy „Reality Shopka Szoł” w Teatrze Groteska w Krakowie (2003–2015).
W latach 2016–2017 Mariusz Parlicki podjął współpracę z Wydawnictwem Pisarze.pl, redagując antologie, popularyzujące różne formy współczesnej twórczości poetyckiej o charakterze humorystycznym i satyrycznym. Z inicjatywy i pod redakcją M. Parlickiego powstały trzy obszerne antologie z ilustracjami znanego rysownika i karykaturzysty Szczepana Sadurskiego: Seks w pewnym mieście : Antologia limeryków kosmatych (2016), Od ucha do ucha : Antologia współczesnej satyry i humoreski (2017) i Jowialna twórczość funeralna : Antologia wesołych epitafiów i nagrobków (2017).

W twórczości poetyckiej Mariusza Parlickiego znaleźć można zarówno wiersze klasyczne, jak i wiersze wolne, białe, a wśród gatunków poetyckich uprawianych przez poetę: erotyki, humoreski, haiku, satyry, bajki, fraszki, epitafia, limeryki, moskaliki, altruitki, lepieje, czy odwódki. 

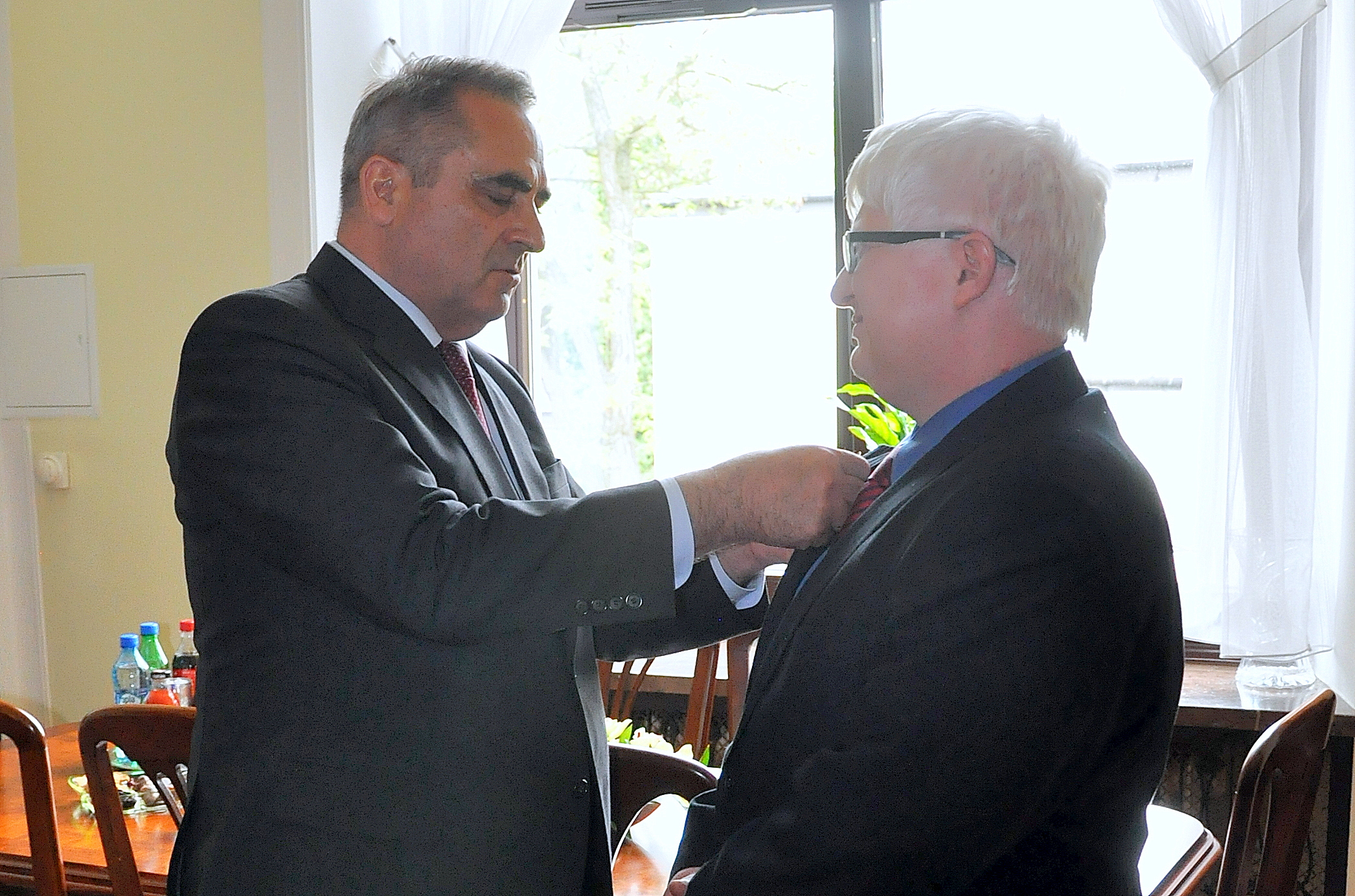
Wicemarszałek Sejmu RP Eugeniusz Grzeszczak wręcza Mariuszowi Parlickiemu odznaczenie przyznane przez Minister Kultury i Dziedzictwa Narodowego Małgorzatę Omilanowską „Zasłużony dla Kultury Polskiej” – Warszawa, Sejm RP, 15 maja 2015 roku.

### Działalność społeczna
W 2007 roku Mariusz Parlicki wraz z m.in. Wojciechem Modelskim, Zdobysławem Milewskim, Piotrem Popikiem był członkiem założycielem Stowarzyszenia Centrum Teorii i Praktyki Demokracji.
W marcu 2008 roku Mariusz Parlicki, Wojciech Modelski i Piotr Popik (reprezentujący Centrum Teorii i Praktyki Demokracji) oraz Jan Rokita, Zdzisław Jurkowski i Adam Kalita (reprezentujący Stowarzyszenie NZS 1980) był sygnatariuszem odezwy o ustanowienie dnia inauguracji Igrzysk Olimpijskich w Pekinie – 8 sierpnia 2008 roku Dniem Solidarności z Tybetem. W odezwie stwierdzono: „(...) Apelujemy do władz państwowych, samorządowych, organizacji społecznych by 8 sierpnia – dzień otwarcia Olimpiady w Pekinie stał się Dniem Solidarności z Tybetem. Niech w tym dniu na budynkach państwowych, samorządowych, siedzibach firm, budynkach prywatnych zawisną tybetańskie flagi, niech w miastach, miasteczkach, wsiach odbywają się tysiące różnorakich imprez z Tybetem w roli głównej. Niech dzień ten stanie się dniem wstydu dla chińskich oprawców”. Skutkiem wystosowanej odezwy było zawieszenie tybetańskiej flagi 8 sierpnia 2008 roku na 156 budynkach należących do Urzędu Marszałkowskiego Województwa Małopolskiego i podległych mu instytucji w ramach Małopolskiego Dnia Solidarności z Tybetem.
W 2011 roku Mariusz Parlicki był jednym z członków założycieli Stowarzyszenia Instytut Wiedzy Obywatelskiej.

### Odznaczenia
W 2015 roku Minister Kultury i Dziedzictwa Narodowego Małgorzata Omilanowska uhonorowała Mariusza Parlickiego honorową odznaką „Zasłużony dla Kultury Polskiej”.
12 maja 2015 roku Zarząd Województwa Małopolskiego Uchwałą Nr 575/15 nadał Mariuszowi Parlickiemu Odznakę Honorową Województwa Małopolskiego – Krzyż Małopolski. Uroczystość wręczenie odznaczenia miała miejsce ponad rok później 11 czerwca 2016 roku podczas Święta Małopolski 2016, zorganizowanego na Zamku Kmitów i Lubomirskich w Nowym Wiśniczu. Uroczystość ta miała szczególny charakter ze względu na fakt, uhonorowania podczas niej Złotym Medalem za Zasługi dla Małopolski wybitnego reżysera i zdobywcy statuetki Oscara Andrzeja Wajdy.

## Publikacje literackie

### Książki poetyckie drukowane
- Mariusz Parlicki, Kasyno życia, Radom: Stowarzyszenie Grupa Literacka Łuczywo, 1993, OCLC 834009059 [dostęp 2018-06-22]. Brak numerów stron w książce
- Mariusz Parlicki, Hamlet współczesny, Kraków: Związek Literatów Polskich Oddział w Krakowie, 1996, ISBN 83-86775-11-4, ISBN 978-83-86775-11-8, OCLC 751178076 [dostęp 2018-06-22]. Brak numerów stron w książce
- Mariusz Parlicki, Kij w mrowisko, Kraków: Związek Literatów Polskich Oddział w Krakowie, 1997, ISBN 83-86775-19-X, ISBN 978-83-86775-19-4, OCLC 751228576 [dostęp 2018-06-22]. Brak numerów stron w książce
- Mariusz Parlicki, Podszepty chwili : haiku, Kraków: Związek Literatów Polskich Oddział w Krakowie, 1997, ISBN 83-86775-32-7 [dostęp 2018-06-22]. Brak numerów stron w książce
- Mariusz Parlicki, Rozkosze giętkiego języka : limeryki, lepieje, altruitki i odwódki, Kraków: Miniatura, 2015, ISBN 978-83-8052-138-4, ISBN 83-8052-138-2, OCLC 971441264 [dostęp 2018-06-22]. Brak numerów stron w książce
- Mariusz Parlicki, Osądy ostateczne i niecierpiące zwłoki : satyry, bajki, moskaliki, fraszki i epitafia, Kraków: Miniatura, 2016, ISBN 978-83-8052-112-4, ISBN 83-8052-112-9, OCLC 986213222 [dostęp 2018-06-22]. Brak numerów stron w książce
- Mariusz Parlicki, Wesołe epitafia i inne śmiertelnie niepoważne wiersze, Kraków: Ridero IT Publishing, 2017, ISBN 978-83-8126-318-4, ISBN 83-8126-318-2, OCLC 1022830120 [dostęp 2018-06-22]. Brak numerów stron w książce
- Mariusz Parlicki, Absztyfikant Gryzeldy z Brunszwiku : limeryki, Kraków: Ridero IT Publishing, 2017, ISBN 978-83-8126-396-2, ISBN 83-8126-396-4, OCLC 1022811597 [dostęp 2018-06-22]. Brak numerów stron w książce
- Mariusz Parlicki, Muza beztroska : satyry, humoreski, fraszki, onamudaje, Kraków: Ridero IT Publishing, 2018, ISBN 978-83-8126-660-4, ISBN 83-8126-660-2, OCLC 1030570543 [dostęp 2018-06-22]. Brak numerów stron w książce

### Książki elektroniczne – e-booki
- Kizi-mizi w Pizie. 366 limeryków, Rideró IT Publishing, Kraków 2018.
- Muza beztroska. Satyry, humoreski, fraszki i onamudaje, Rideró IT Publishing, Kraków 2018.
- Absztyfikant Gryzeldy z Brunszwiku. Limeryki, Rideró IT Publishing, Kraków 2018.
- Wesołe epitafia i inne śmiertelnie niepoważne wiersze, Rideró IT Publishing, Kraków 2018.
- Osądy ostateczne i niecierpiące zwłoki. Satyry, bajki, moskaliki, fraszki, epitafia, Ridero IT Publishing, Kraków 2018.
- Rozkosze giętkiego języka. Limeryki, lepieje, altruitki i odwódki, Ridero IT Publishing, Kraków 2018.
- Podszepty chwili. Haiku, Ridero IT Publishing, Kraków 2018.
- Kij w mrowisko, Ridero IT Publishing, Kraków 2018.
- Hamlet współczesny, Ridero IT Publishing, Kraków 2018.
- Kasyno życia, Ridero IT Publishing, Kraków 2018.

### Utwory prozatorskie
- Spektakl młodości, (w:) „Na Luzie”, 6/1991.
- Ananas, (w:) Proza, proza, proza..., Tom III. ZLP Oddział w Krakowie, Kraków 1997.
- Droga. Fragment powieści, (w:) Proza, proza, proza, Tom VI, ZLP Oddział w Krakowie, Kraków 2000.

### Publikacje wierszy w almanachach i antologiach
- Rekolekcje Wielkopostne, Wydawnictwo Diecezjalne, Sandomierz 1993.
- Wiatr w szuwarach. Antologia Poetów Ziemi Radomskiej, Wyd. I, SGL „Łuczywo”, Radom 1993.
- Wiatr w szuwarach. Antologia Poetów Ziemi Radomskiej, Wyd. II, SGL „Łuczywo”, Radom 1994.
- XXII Krakowska Noc Poetów, ZLP Oddział w Krakowie, Kraków 1994.
- XXIII Krakowska Noc Poetów, ZLP Oddział w Krakowie, Kraków 1995.
- XXIV Krakowska Noc Poetów, ZLP Oddział w Krakowie, Kraków 1996.
- XXV Krakowska Noc Poetów Kraków Norymberga Lwów, ZLP Oddział w Krakowie, Kraków 1997.
- XXVIII Krakowska Noc Poetów, ZLP Oddział w Krakowie, Kraków 2000.
- Poeci Krakowa – Skawinie, ZLP Oddział w Krakowie, Kraków 2000.
- Stypendyści Miasta Krakowa. Antologia poezji i prozy 1994–2002, Wydział Edukacji i Kultury Urzędu Miasta Krakowa, Kraków 2002.
- XXXII Krakowska Noc Poetów, ZLP Oddział w Krakowie, Kraków 2004.
- XXXIII Krakowska Noc Poetów, ZLP Oddział w Krakowie, Kraków 2005.
- Smocze Jajo. Limeryki o Krakowie, Fundacja dla Uniwersytetu Jagiellońskiego, Kraków 2007.
- Peron literacki. Antologia, Tom 1, Wydawnictwo KryWaj. Koszalin 2016.
- Antologia Wiosenna Grupy Poetyckiej Ogród poetów, Wydawnictwo rafalbrzezinski.info, Brodziszów 2016.
- Pocztówka z Wieżą Eiffla. Pocztówki poetyckie, Antologia pod redakcją Ryszarda Mierzejewskiego, Pieszyce 2016.
- Notes poetycki. Antologia, Red. Anna Ziemba-Lonc, Wydawnictwa Armagraf, Krosno 2016.
- Antologia Letnia Grupy Poetyckiej Ogród poetów, Wydawnictwo rafalbrzezinski.info, Brodziszów 2016.
- Seks w pewnym mieście. Antologia limeryków kosmatych, Wydawnictwo Pisarze.pl, Warszawa 2016.
- Peron literacki, Antologia 2, Tom 2, Wydawnictwo KryWaj, Koszalin 2017.
- W deszczu metafory, Wydawnictwo KryWaj, Koszalin 2017.
- Od ucha do ucha. Antologia współczesnej satyry i humoreski, Wydawnictwo Pisarze.pl, Warszawa 2017.
- Jowialna twórczość funeralna. Antologia wesołych epitafiów i nagrobków, Wydawnictwo Pisarze.pl, Warszawa 2017.
- Poezja współczesna o wielu twarzach, Antologia, Wydawnictwo Armagraf, Krosno 2017.
- Puzzle życia. Antologia odsłona 3, Wydawnictwo Diecezjalne i Drukarnia w Sandomierzu, Sandomierz 2017.
- Antologia Poetów Polskich 2017, Wydawnictwo Pisarze.pl, Warszawa 2017.

### Krytyka literacka, eseistyka
- O twórczości Zbigniewa Herberta. Co łączy bohaterów utworów dramatycznych Zbigniewa Herberta?, W: Proza, proza, proza. Tom VI, ZLP Oddział w Krakowie, Kraków 2000.
- O twórczości Zbigniewa Herberta. Krytycy w ocenie Księcia Poetów, W: Proza, proza, proza. Tom VI, ZLP Oddział w Krakowie, Kraków 2000.
- Cierpienie w twórczości dramatopisarskiej Zbigniewa Herberta, (w:) Makiełło-Jarża G., Gajda Z. (Red.) Ból i cierpienie., Acta Academiae Modrevianae, Kraków 2008.
- Wstęp, [w:] Mariusz Parlicki (red.) Seks w pewnym mieście. Antologia limeryków kosmatych, Wydawnictwo Pisarze.pl, Warszawa 2016.
- Mariusz Parlicki o pierwszej części antologii grupy Peron Literacki - wiersze życiem i sercem pisane, (w:) Peron literacki, Antologia 2., Tom 1, Wydawnictwo KryWaj, Koszalin 2017.
- O Antologii Limeryków Kosmatych, e-Tygodnik Literacko-Artystyczny Pisarze.pl, Numer 57/17 (340).
- Wstęp, [w:] M. Parlicki (red.), Od ucha do ucha. Antologia współczesnej satyry i humoreski, Wydawnictwo Pisarze.pl, Warszawa 2017.
- Wstęp, [w:] M. Parlicki (red.), Jowialna twórczość funeralna. Antologia wesołych epitafiów i nagrobków, Wydawnictwo Pisarze.pl, Warszawa 2017.
- Wstęp, [w:] Puzzle życia. Antologia odsłona 3, Wydawnictwo Diecezjalne i Drukarnia w Sandomierzu, Sandomierz 2017.

### Utwory publikowane w prasie lokalnej i ogólnopolskiej, a także w periodykach literackich
- Orzeł, W: „Gazeta Radomska”, 24 lutego – 10 marca 1990.
- Modlitwa W: „Tygodnik Parafialny”, 10 czerwca 1990.
- Nie tylko do szuflady, W: „Ziemia Radomska”, 9–22 maja 1991.
- Moja Apokalipsa, Cisza, Spowiedź, Ideały, „Strach, Czas, (człowiek jest jak wiatr...), Z autopsji, Modlitwa, Poszukiwanie, Sen, Młodość, W: „Na Luzie”, 5/1991.
- A ty też tam byłeś, W kasynie życia, Lunatyk, Lunapark, Odejście, O sobie, Są chwile, Łzy, Pomyłka, Głupi Jaś, W: „Na Luzie”, 6/1991.
- Procentowa rozmowa, Poezja, O księżycu, Iwonie, (brak mi ciepła twych rąk...), (świetlana przyszłość...), (To zima...), (pokochaj mnie...), W: „Na Luzie”, 7/1992.
- Monolog z synkiem, Młodość, Oskarżam poezję, Manifest wegetariański, Spotkanie z samotnością, W: „Na Luzie”, 8/1992.
- Pomyłka, W: „Społeczeństwo Otwarte – Forum” , 1/1992.
- Kącik młodych poetów, W: „Dziennik Radomski”, 10 czerwca 1992.
- Kącik młodych poetów, W: „Dziennik Radomski”, 8 lipca 1992.
- Rzeczpospolita Teczkokratyczna, W: „Dziennik Radomski”, 14 lipca 1992.
- Kącik młodych poetów, W: „Dziennik Radomski”, 15 lipca 1992.
- Horoskop wakacyjny, W: „Dziennik Radomski”, 17 lipca 1992.
- ( jeżeli ja nie istnieję...), W: „Dziennik Radomski”, 29 lipca 1992.
- Dla Iwony, W: „Dziennik Radomski”, 26 sierpnia 1992.
- Miłość, W: „Prowincje Literackie”, 1993.
- Protest, W: „Magdalenka Literacka”, luty – kwiecień 1996.
- Mam dziewiętnaście lat, Hamlet i barokowy aniołek, Hamlet spóźniony, W: „Krzywe Koło Literatury”, maj 1996.
- Nowy frazeologizm, Oferta desperata, (Bóg stworzył cnotę...), W: „Magdalenka Literacka”, maj – czerwiec 1997.
- Hamlet – refleksja ekologiczna, W: „Nowy Wiek”, 2/1999.
- Haiku, W: „Poezja”, 13/14 2000, s. 5 0-51.
- Rokita reaktywacja, W: „Gazeta Wyborcza Kraków”, 16 lutego 2004, s. 1.
- Krzysztof Janik, Zbigniew Wassermann, Andrzej Zoll, W: „Gazeta Wyborcza Kraków”, 16 lutego 2004, s. 16.
- Janusz Sepioł, Jerzy Adamik, W: „Gazeta Wyborcza Kraków”, 23 lutego 2004, s. 6.
- Telewizyjny POPiS, W: „Newsweek Polska” 9/2004, s. 26.
- Lama z Nepalu, Kurze sympozjum, Biegacz z La Paz, Dżingis–Chan, Sprzedawca damskiej konfekcji, Ara i kakadu, Niemłoda hostessa, Kamikadze, Historia geodety, Murzyn z Mozambiku, Eunuch ladaco, W: „Miesięcznik Prowincjonalny”, Nr 5–6 (92–93), Radom maj-czerwiec 2006.
- Hamlet współczesny – 4 wiersze, W: „Parnasik”, Nr 1/2 (53/54), 2006.
- Magiczny Kraków – 8 wierszy, W: „Parnasik”, Nr 3-4-5 (55-56-57), 2006.
- Ars poetica, W: „Świętokrzyski Magazyn Kulturalno-Artystyczny Dedal”, Nr 3 (10) 2006.
- (po skalnej ścianie..), (skaliste szczyty...), W: Liliana Osses Adams O sztuce pisania haiku, „Nasza Gazetka Niezależny Miesięcznik Kulturalno-Społeczny”, San Francisco, Bay Area, Nr 81 (7), grudzień 2009.
- Rozbitek na zielonej wyspie, Kalendarz nowych świąt, W Polskę idziemy, Krakowski krasnal, W: „Zdanie”, Pismo Stowarzyszenia Kuźnica, Nr 1–2 (152–153), Kraków 2012.
- Okiem Sfinksa (współautor A. Weltschek), Pieśń Świętojańska o Hofmanie (współautor A. Weltschek), John Godson, Che z Biłgoraja, W: „Zdanie”, Pismo Stowarzyszenia Kuźnica, Nr 1–2 (160–161), Kraków 2014.
- Limeryki z Seksu w pewnym mieście, Antologii limeryków kosmatych w wyborze i pod redakcją Mariusza Parlickiego, Wydawnictwo Pisarze.pl, Warszawa 2016", e-Tygodnik Literacko-Artystyczny Pisarze.pl, Numer 15–16/17 (349–350).
- Mariusz Parlicki Limeryki w oparach absurdu, Czasopismo Literackie Pegaz Lubuski, Numer 1 (68) 2017.

### Twórczość literacka M. Parlickiego w książkach i czasopismach naukowych, pracach z zakresu nauki o historii i teorii literatury i języka, przewodnikach biobibliograficznych
- Waldemar Kania (Red.), Pisarze z Krupniczej. Przewodnik biobibliograficzny, Wydanie drugie rozszerzone, Związek Literatów Polskich Oddział w Krakowie, Kraków 1996, s. 143–144.
- Polska Bibliografia Szekspirowska 1980–2000, Krystyna Kujawińska Courtney, (Red)., Wydawnictwo Zakładu Narodowego im. Ossolińskich, 2007, s. 284, poz. 1203.
- Wojciech Kajtoch, O pierwszych czterech tomach Prozy, prozy, prozy...  (w:) Wojciech Kajtoch, O prozie i poezji, Wybór szkiców i esejów z lat 1980–2010, Częstochowska Biblioteka Poetów i Prozaików, Wydawnictwo Literackie Li-TWA, Częstochowa 2011, s. 379.
- Alicja Skalska, Iwona Słaby-Góral, Teksty-preteksty, czyli „poezja gramatyki i gramatyka poezji (w:) Beata Grochal i Magdalena Wojenki-Karasek, Teksty i podteksty w nauczaniu języka polskiego jako obcego, Acta Universitatis Lodziensis, Kształcenie polonistyczne cudzoziemców, Wydawnictwo Uniwersytetu Łódzkiego, Łódź 2011, s. 150–151.
- Jacek Baluch, Jak układać limeryki? Poradnik praktyczny wraz z ćwiczeniami dla początkujących i zaawansowanych, Wydawnictwo Scriptum, Kraków 2013, s. 75, 94, 95, 242, 248.

## Publikacje naukowe

### Rozdziały w monografiach

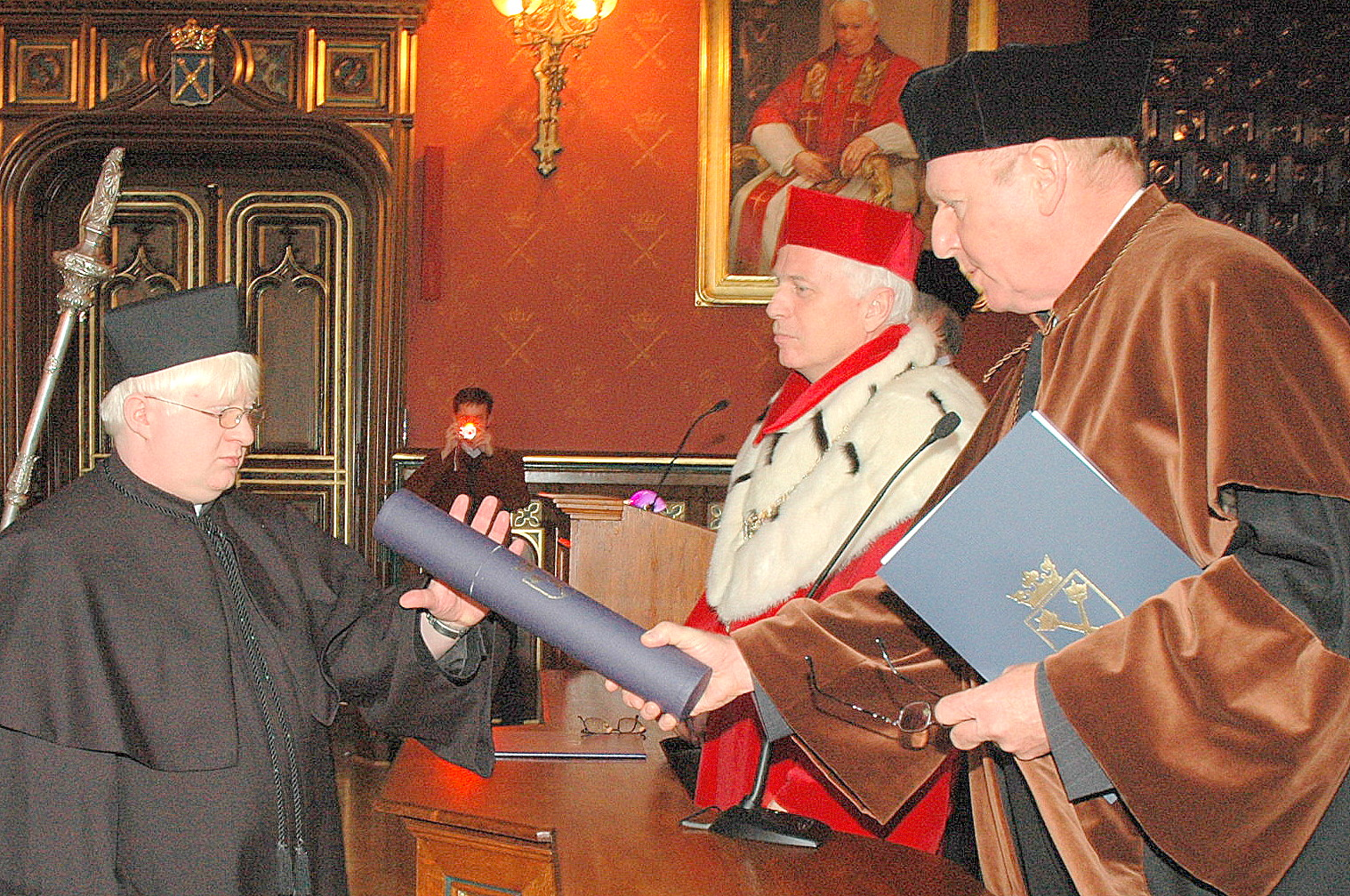
Mariusz Parlicki odbiera dyplom ukończenia studiów doktoranckich

- Parlicki M., Rodzina jako beneficjent i partner działań organizacji pozarządowych zajmujących się pomocą społeczną i usługami socjalnymi, (w:) G. Makiełło-Jarża (Red.), Wymiary przestrzeni życiowej współczesnej rodziny, Krakowskie Towarzystwo Edukacyjne Spółka z o.o. – Oficyna Wydawnicza AFM, Kraków 2008, s. 189–200.
- Parlicki M., Organizacja i zarządzanie wewnątrzszkolnym systemem doradztwa zawodowego, (w:) Guzik A., Sigva R.M. (red.), Teoretyczne i praktyczne aspekty współczesnej edukacji, Krakowskie Towarzystwo Edukacyjne Spółka z o.o. – Oficyna Wydawnicza AFM, Kraków 2009, s. 67–78.
- Parlicki M., Rozwody w Polsce w świetle badań opinii publicznej i danych Głównego Urzędu Statystycznego, (w:) Makiełło-Jarża G. (Red.), W poszukiwaniu jakości życia współczesnej rodziny polskiej, Krakowskie Towarzystwo Edukacyjne Spółka z o.o. – Oficyna Wydawnicza AFM, Kraków 2009, s. 263-278.
- Parlicki M., Ocena aktywności organizacji pozarządowych branży „pomoc społeczna i usługi socjalne” w zakresie prowadzenia jednostek pomocy społecznej w Krakowie, (w: Wolejszo J., Letkiewicz A. (Red.), Public Managment 2011, Funkcjonowanie organizacji publicznych w dynamicznym otoczeniu, Wydział Wydawnictw Wyższej Szkoły Policji w Szczytnie, Szczytno 2011, T. 2, s. 53-66.
- Parlicki M., Ocena aktywności organizacji pozarządowych branży „pomoc społeczna i usługi socjalne” w zakresie prowadzenia jednostek pomocy społecznej w Krakowie, (w: Kieżun W., Letkiewicz A., Wolejszo J. (Red.), Funkcjonowanie organizacji publicznych w dynamicznym otoczeniu, Wydział Wydawnictw Wyższej Szkoły Policji w Szczytnie, Szczytno 2011, T. 1, s. 95–110.
- Parlicki M., Organizacja gminnych systemów profilaktyki i opieki nad dzieckiem i rodziną, (w:) Jęczeń J., Stepulak M. Z. (Red.), Wartość i dobro rodziny, Seria: Centrum Badań nad Rodziną, Tom V, Wydawnictwo KUL, Lublin 2011, s. 499-509.
- Parlicki M., Przeciwdziałanie prostytucji dzieci i młodzieży oraz wsparcia nieletnich ofiar seksualnego wykorzystywania w celach komercyjnych i ich rodzin w praktyce działalności polskich organizacji pozarządowych, (w:) Kieżun W., Wolejszo J., Sirko S. (Red.), Public Management 2012 Społeczne aspekty funkcjonowania organizacji publicznych, Wydawnictwo Akademii Obrony Narodowej, Warszawa 2012, s. 435–458.
- Parlicki M., Aspekty teoretyczne i wymiar praktyczny pozafinansowej współpracy jednostek wojskowych z organizacjami pozarządowymi, (w:) Piotrowska-Trybull M. (Red.), Relacje jednostki wojskowej z otoczeniem lokalnym, Akademia Obrony Narodowej, Warszawa 2013, s. 138–164.
- Parlicki M., Udział interesariuszy zewnętrznych w procesie tworzenia i doskonalenia programów kształcenia i zapewnienia pracy absolwentom, (w:) Kapiszewska M. (Red.), Krajowe Ramy Kwalifikacji: biurokratyczna konieczność czy szansa na poprawę jakości kształcenia w uczelniach?, Krakowskie Towarzystwo Edukacyjne Spółka z o.o. – Oficyna Wydawnicza AFM, Kraków 2013, s. 129–145.

### Artykuły w ogólnopolskich czasopismach naukowych
- Parlicki M., Regulacje prawne III RP dotyczące zasad tworzenia, działania i finansowania działalności warsztatów terapii zajęciowej, (w:) „Zeszyty Naukowe Uniwersytetu Jagiellońskiego, MCCLX, Prace Wydziału Zarządzania i Komunikacji Społecznej”, zeszyt 5, „Zarządzanie w kulturze”, tom 3, Kraków 2002, s. 135–148.
- Parlicki M., Warsztaty terapii zajęciowej rozpatrywane w kategoriach organizacji i zarządzania, (w:) „Zeszyty Naukowe Uniwersytetu Jagiellońskiego, MCCLXIV, Prace Wydziału Zarządzania i Komunikacji Społecznej”, zeszyt 6, „Zarządzanie w kulturze”, tom 4, Kraków 2003, s. 145–167.
- Parlicki M., Cierpienie w twórczości dramatopisarskiej Zbigniewa Herberta, (w:) Makiełło-Jarża G., Gajda Z. (Red.) „Ból i Cierpienie”, „Acta Academiae Modrevianae”, Kraków 2008, s. 87–96.
- Parlicki M., Adaptacja rozważań o kulturze organizacyjnej do teorii i praktyki naukowych dociekań familiologii, (w:) Makiełło-Jarża G. (Red.): „Rodzina w przestrzeni współczesności – wybrane zagadnienia”, „Państwo i Społeczeństwo”, 2010, R. X, Nr 3, s. 117–126.
- Parlicki M., Reklama społeczna jako jednia z form komunikowania wartości rodzicielstwa i rodziny oraz wartości rodzinnych w marketingu społecznym, (w:) Leśniak M. (Red.), „Wielowymiarowy obraz rodziny”, „Państwo i Społeczeństwo”, 2011 R. XI Nr 3, s. 141–161.
- Parlicki M., Poradnictwo obywatelskie jako aktywizacyjna forma pomocy oferowana jednostkom i rodzinom, (w:) Mirski A. (Red.), „Szanse i wyzwania społeczne w okresie wychodzenia z kryzysu”, „Państwo i Społeczeństwo”, 2012, R. XII, Nr 4, s. 113–132.
- Parlicki M., Udział krakowskich organizacji pozarządowych branży „pomoc społeczna i usługi socjalne” w zapewnieniu bezpieczeństwa socjalnego i rozwojowego jednostkom i rodzinom, „Colloquium Wydziału Nauk Humanistycznych i Społecznych Akademii Marynarki Wojennej”, Kwartalnik 3/2012, Wydawnictwo Akademickie AMW, Gdynia 2012, s. 211–238.
- Parlicki M., Bezpieczeństwo prawne obywateli w działalności Biur Porad Obywatelskich, „Bezpieczeństwo : Teoria i Praktyka”, Czasopismo Krakowskiej Akademii im. Andrzeja Frycza Modrzewskiego, Krakowskie Towarzystwo Edukacyjne Spółka z o.o. – Oficyna Wydawnicza AFM, nr 3 (XII), Kraków 2013, s. 7–19.
- Parlicki M., Aspekty organizacyjno-prawne i wymiar praktyczny współpracy organizacji prowadzących działalność pożytku publicznego z administracją samorządową w obszarze pomocy społecznej i usług socjalnych w Krakowie, „Periodyk Naukowy Akademii Polonijnej”, Wydawnictwo Akademii Polonijnej w Częstochowie „Educator”, Częstochowa 2013, Tom 7, s. 59–81.

### Raporty z badań
- Parlicki M., Dostęp do wysokiej jakości usług socjalnych użyteczności publicznej oferowanych przez organizacje pozarządowe jako jeden z kluczowych elementów aktywnej integracji społecznej osób zagrożonych wykluczeniem społecznym w Krakowie. Raport przygotowany na zlecenie Gminy Miejskiej Kraków – Urzędu Miasta Krakowa w ramach realizacji projektu pn. „Obserwatorium Władz Lokalnych w Zakresie Aktywnej Integracji Społecznej LAO” w kontekście realizacji umowy dotacji nr VS/2010/0606 „Framework partnership agreement” zawartej pomiędzy siecią EUROCITIES a Komisją Europejską oraz umowy nr W/VI/68/SP/l/2011 z dnia 24.05.2011 r. zawartej pomiędzy siecią EUROCITIES a Gminą Miejską Kraków.
- Bogacz-Wojtanowska E., Grabiasz J., Parlicki M., Kondycja trzeciego sektora w Małopolsce – stan faktyczny i perspektywy rozwoju. Raport Instytutu Spraw Publicznych Uniwersytetu Jagiellońskiego dla Urzędu Marszałkowskiego Województwa Małopolskiego.

## Reality Shopka Szoł
Rewie z udziałem znanych polityków i dziennikarzy Reality Shopka Szoł w Teatrze Groteska w Krakowie, do których teksty piosenek i wiersze napisał Mariusz Parlicki:
- III Reality Shopka Szoł pt.: „Akademia Okolicznościowa z okazji Międzynarodowego Dnia Kobiet”, reżyseria: Adolf Weltschek. Teatr Groteska, Kraków 8 marca 2003.
- IV Reality Shopka Szoł pt.: „Kochajmy się”, reżyseria: Adolf Weltschek. Teatr Groteska, Kraków 14 lutego 2004.
- V Jubileuszowa Reality Shopka Szoł pt.: „Czar par”, reżyseria: Adolf Weltschek. Teatr Groteska, Kraków 29 stycznia 2005.
- VI Reality Shopka Szoł pt.: „Krajobraz po bitwie”, reżyseria: Adolf Weltschek. Teatr Groteska, Kraków 26 lutego 2006.
- 6,5 Reality Shopka Szoł pt.: „Jesień beretów”, reżyseria: Adolf Weltschek. Teatr Groteska, Kraków 17 lutego 2007.
- VIII Reality Shopka Szoł pt.: „Cud mniemany, czyli…”, reżyseria: Adolf Weltschek. Teatr Groteska, Kraków 2 lutego 2008.
- IX Reality Shopka Szoł pt.: „Czy leci z nami pilot?”, reżyseria: Adolf Weltschek. Teatr Groteska, Kraków 14 lutego 2009.
- X Jubileuszowa Reality Shopka Szoł pt.: „Casino Polska”, reżyseria: Adolf Weltschek. Teatr Groteska, Kraków 6 lutego 2010.
- XII Reality Shopka Szoł pt.: „I kongres założycielski ugrupowania Shopka Jest Najważniejsza”, reżyseria: Adolf Weltschek. Teatr Groteska, Kraków 11 lutego 2012.
- XIII Reality Shopka Szoł pt.: „Gold z wami”, reżyseria: Adolf Weltschek. Teatr Groteska, Kraków 2 lutego 2013
- XIV Reality Shopka Szoł pt.: „Srebrne wesele”, reżyseria: Adolf Weltschek. Teatr Groteska, Kraków 15 lutego 2014.
- XV Jubileuszowa Reality Shopka Szoł pt.: „Sowa i przyjaciele”, reżyseria: Adolf Weltschek. Teatr Lalki Maski i Aktora Groteska, Kraków 31 stycznia 2015.

## Wywiady
- Pytanie do... Mariusza Parlickiego – redaktora naczelnego radomskiego kwartalnika Na Luzie, redagowanego przez młodzież, Rozmawiał Marcin Rzońca, „Dziennik Radomski”, 5 sierpnia 1992.
- Liczą się tylko małe wygrane. Rozmowa z Mariuszem Parlickim, maturzystą, Rozmawiali: Zbigniew Bąk i Robert Stępniewski, „Dziennik Radomski”, 3–5 września 1993.
- Z Hamletem w tytule. Radomianin doceniony w Krakowie. Rozmowa, Rozmawiała Barbara Pikiewicz, „Życie Radomskie”, 18 lipca 1996.
- Wygrana w „Kasynie życia”. Z Mariuszem Parlickim, tegorocznym stypendystą miasta Krakowa w dziedzinie literatury rozmawia Marcin Rzońca, „Dziennik Radomski”, 30 lipca 1996.
- Tak mało jest dzisiaj poetów. Z Mariuszem Parlickim rozmawiała Barbara Koś, „Słowo Ludu”, 10–11 sierpnia 1996.

## Recenzje twórczości literackiej Mariusza Parlickiego
- Ireneusz Domański, Na Luzie, W: „Gazeta Wyborcza”, 19 marca 1992.
- Adolf Krzemiński, Wstęp, W: M. Parlicki, Kasyno życia, Radom 1993.
- Maciej Machniewski, Partia w „Kasynie życia”, W: „Dziennik Radomski”, 2 czerwca 1993.
- Jacek Jan Tatak, Mariusz Parlicki. Kasyno życia..., W: „Prowincje Literackie”, 1993.
- Jacek Kajtoch, „Postscriptum”, W: M. Parlicki, Hamlet współczesny, Kraków 1996.
- Kraków docenia wybitnych, W: „Gazeta Wyborcza Kraków”, 28 czerwca 1996.
- Hamlet współczesny?, W: „Gazeta Wyborcza Kraków”, 9 lipca 1996.
- Grzegorz Kozera, Oto poeta, W: „Słowo Ludu”, 14 – 15 sierpnia 1996.
- Emil Biela, Inwazja Hamletów czyli prostowanie błędnych dróg, W: „Magdalenka Literacka”, sierpień – październik 1996.
- Renata Dulian, Hamlet 1996, W: „Magdalenka Literacka”, sierpień–październik 1996.
- Emilian Szczerbicki, Kij w mrowisko, W: „Echo Dnia Super Relaks”, 30 grudnia 1997.
- Stanisław Stanuch, Na gorącym uczynku, W: „Magdalenka Literacka”, sierpień–październik 1997.
- Jerzy Stanisław Fronczek, Posłowie, W: M. Parlicki, Podszepty chwili, Kraków 1997.
- Wojciech Wróbel: Noty o książkach. (poezja pokolenia lat 70-tych), W: „Nowy Wiek”, !/1999.
- Kraków młodych twórców, W: „Gazeta Wyborcza Kraków”, 17 lutego 2003, s. 2.
- Renata Radłowska, Sex Shopka, W: „Gazeta Wyborcza Kraków”, 16 lutego 2004.